# Reckergill Sike
Der Reckergill Sike ist ein etwa 900 m langer Wasserlauf in Cumbria in England. Er entsteht an der nördlich des Round Hill in den Pennines und fließt in nördlicher Richtung bis zu seiner Mündung rechtsseitig in den Cross Gill.